# Tomina

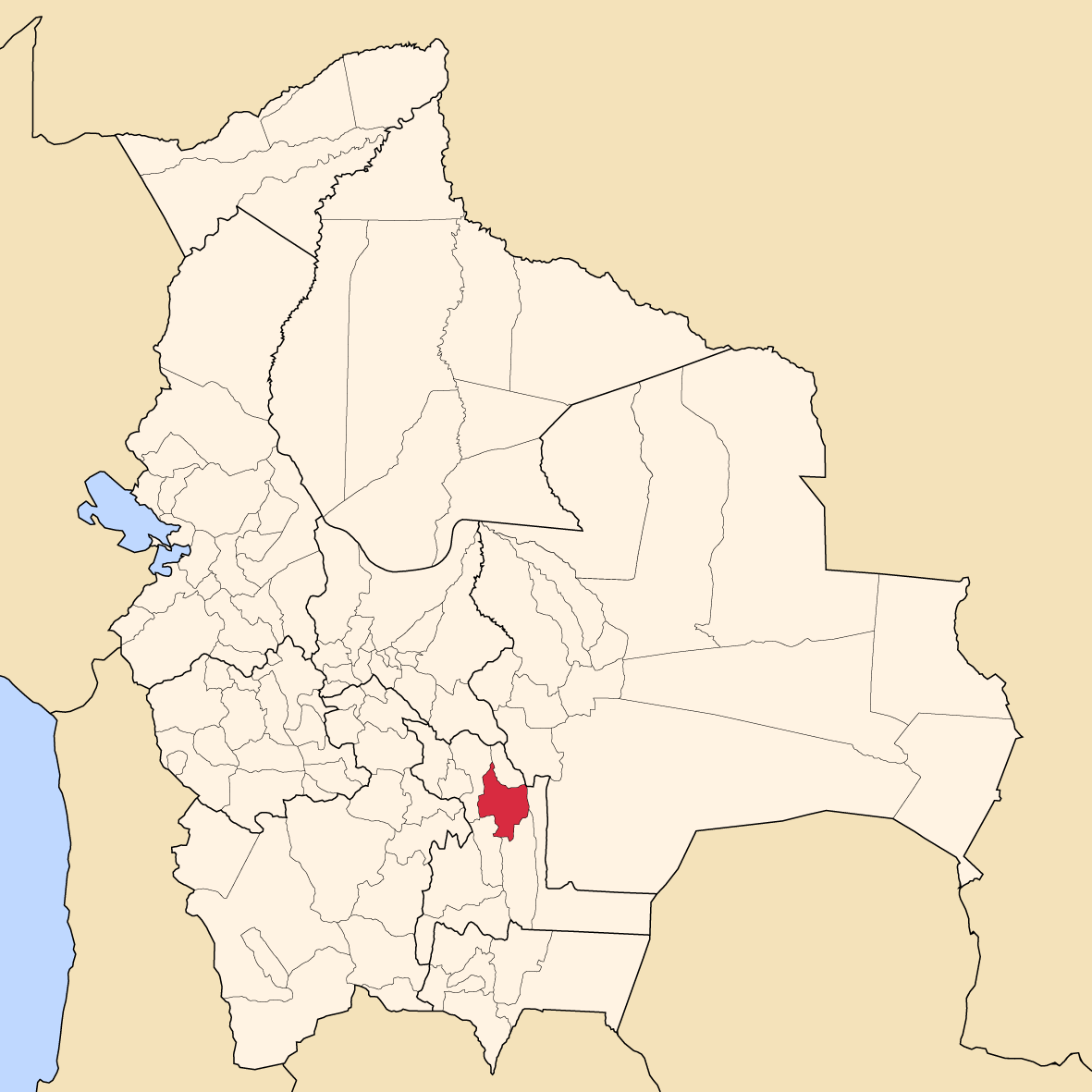
Provinsens läge i Bolivia

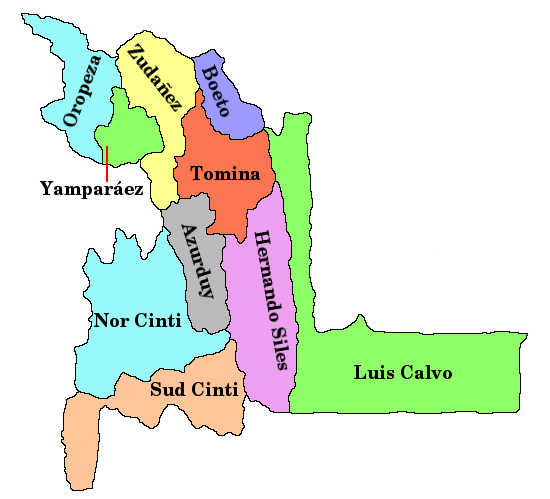
Provinser i Chuquisaca

Tomina är en provins i departementet Chuquisaca i Bolivia. Den administrativa huvudorten är Padilla.